# Anton Moisin
Anton Petru Moisin (* 9. September 1944 in Veștem; † 18. November 2022 in Bukarest) war ein rumänischer Historiker, Lehrer und Priester. Er war der Bruder des Politikers Ioan Moisin.

## Veröffentlichungen
- Iubirea adevărată. Verlag Galaxia Gutenberg, 2011, ISBN 978-973-141-358-7.
- Călăuza părinților în educarea copiilor. Verlag Aramis, 2010, ISBN 978-973-679-787-3.[2]
- Arta educării copiilor și adolescenților în familie și în școală. Verlag für Pädagogik und Didaktik, 2010, ISBN 978-973-30-2854-3.
- Tracii din Transilvania. Verlag Dacica, 2009, ISBN 978-606-92035-4-5[3].
- Roma și romanii în primul mileniu creștin. Verlag Galaxia Gutenberg, 2009, ISBN 978-973-141-180-4.